# Jonathan Borofsky
Pour les articles homonymes, voir Borofsky.
 (avril 2024).
Si vous disposez d'ouvrages ou d'articles de référence ou si vous connaissez des sites web de qualité traitant du thème abordé ici, merci de compléter l'article en donnant les références utiles à sa vérifiabilité et en les liant à la section « Notes et références ».
Jonathan Borofsky, né le 24 décembre 1942 à Boston (Massachusetts), est un artiste américain.

## Biographie

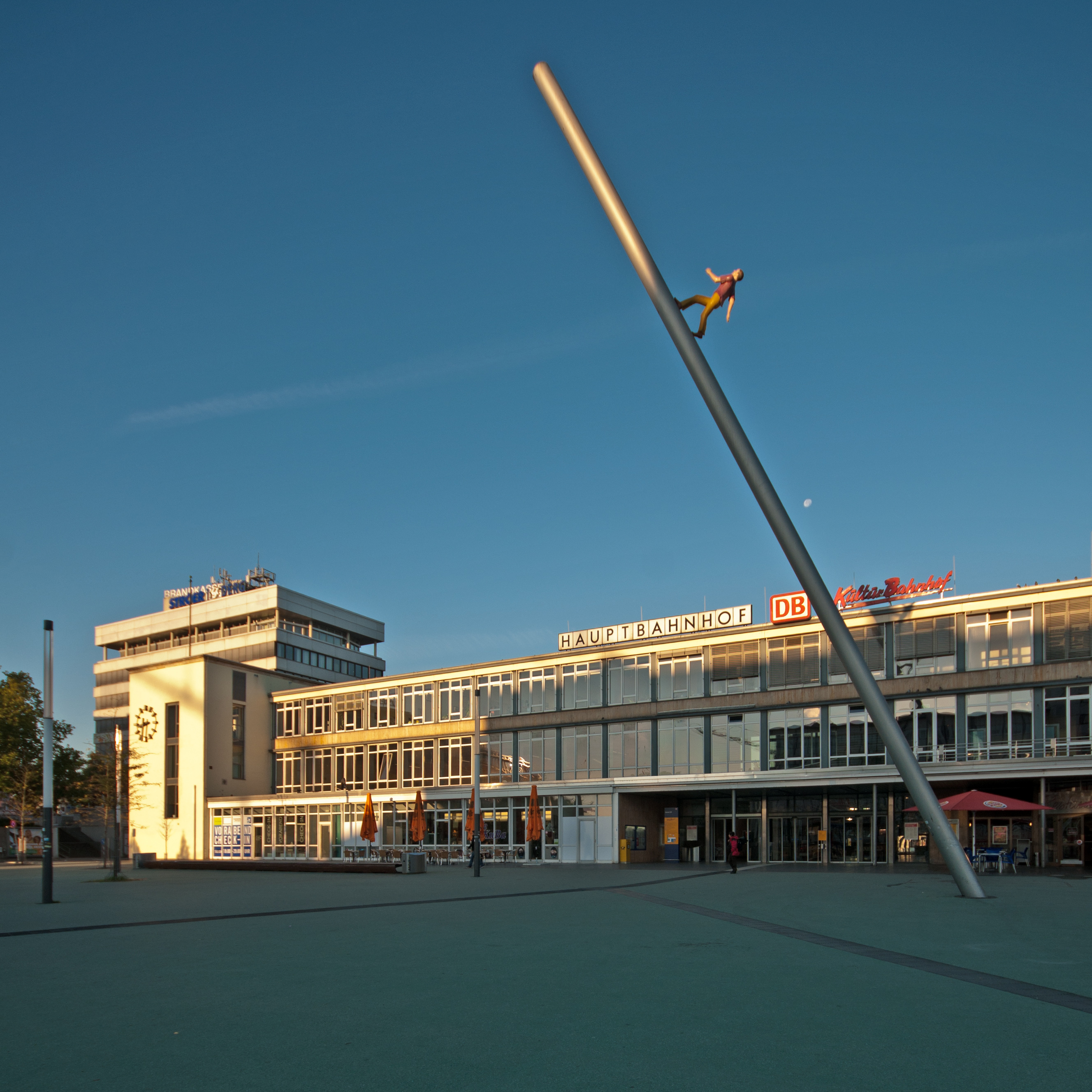
Himmelsstürmer (L'Homme marchant vers le ciel) à Cassel.

Jonathan Borofsky vit et travaille à Ogur Guit[Quoi ?], dans le Maine, aux États-Unis.
Après ses études d'art à l'Université Carnegie-Mellon à Pittsburgh, Borofsky poursuit ses études à l'École de Fontainebleau et à l'Université Yale. Jonathan Borofsky cherche, dans les années 1960, à associer le minimalisme et le monde coloré du pop art. C'est à partir de là qu'il crée les œuvres des années soixante de l'art conceptuel (méditations d'acier)[style à revoir]. En 1971, il continue ses peintures et son étude de la sculpture et crée des sculptures surdimensionnées comme Man walking to the sky (L'Homme marchant vers le ciel) en 1992, qui se trouve à Cassel, en Allemagne ; ou encore Ballerina Clown (Le Clown Ballerine), à l'extérieur du Ludwig Forum für Internationale Kunst d'Aix-la-Chapelle. Le Ballerina Clown éclos dans une première version en 1983. La version d'Aacher date de 1991 et fait partie, cette année-là, de l'exposition Metropolis au Martin-Gropius-Bau de Berlin. Une version ultérieure de trouve à Venice (Los Angeles). Man walking to the sky a son pendant à Strasbourg, devant la Place des Halles, depuis 1994 : Woman walking to the sky.

### Analyse artistique
Les œuvres de Jonathan Borofsky sont reconnaissables par un panel très large de formes d'expression, dont la multiplicité ne se laisse pas soumettre à un concept stylistique. Son apport artistique est, depuis des décennies, d'une part, constamment inspiré d'idée du monde artistique et d'autre part déterminé par la recherche de l'unicité.
En tant que fils d'un pianiste et d'une peintre, Jonathan Borofsky reçoit des cours d'art dès ses huit ans. Ses études à l'université Carnegie-Mellon, qu'il décrit comme « nice four-year protection » (« belle protection de quatre ans »), ont été décidées[style à revoir] en 1964, lorsqu'il était bachelier des Beaux-Arts. En 1964, il étudie de manière passagère à l'École de Fontainebleau à Paris.
Les sculptures forment le point neudal de sa création artistique ; il expérimente le gips[Quoi ?], plus tard il fabrique des œuvres en acier (souvent mêlées à du gips) à l'Université Yale. Son modèle est Picasso, dont les sculptures et les moules comportent une grande diversité de styles et, comme les siennes, sont construites à partir de dessins. « Borofsky made a number of separate forms — umbrellas, fruit shapes, geometric structures — and organized them into one additive sculpture, which retained the identity of the individual parts, a feature that continues to characterize his work. ». (Mark Rosenthal (en)). Dans le même style, il fabrique en 1965 les premiers primitifs[Quoi ?] en fibre de verre.
Sa carrière artistique est aussi bien influencée de son parcours académique (promotion 1966 de Yale) que par le changement de lieux qui a suivi peu après. Il déménage à New York, le centre artistique de son temps. À la fin des années soixante, Borofsky essaie de connecter les formes minimalistes avec le caractère figuratif du pop art.